# Börstigs kyrka
Börstigs kyrka är en kyrkobyggnad som tillhör Åsarps församling (före 2010 Börstigs församling) i Skara stift. Den ligger i den södra delen av Falköpings kommun.

## Historia
Nuvarande kyrka ersatte en medeltida kyrka på samma plats. Börstigs socken hade under medeltiden ytterligare två kyrkor: i Mussla och i Döve by. Båda övergavs på 1500-talet.

## Kyrkobyggnaden
Dagens kyrka uppfördes 1823 och består av ett rektangulärt långhus med ett tresidigt kor åt öster. Norr om koret finns en vidbyggd sakristia. Vid långhusets västra kortsida finns ett smalare och lägre vapenhus av trä som är en våning högt. Långhus och kor täcks av ett gemensamt sadeltak som är valmat över koret samt i väster. Sakristian och vapenhuset har varsina sadeltak. Alla tak är klädda med omålad förzinkad plåt.

## Inventarier
- Predikstolen och altartavlan är utförda i senbarock stil, från omkring 1730.
- Dopfunten i sandsten i romansk stil härrör från den medeltida kyrkan.
- Kyrkklockorna från 1790 respektive 1893 hänger i den fristående klockstapeln.

## Orgel
Läktarorgeln med stum fasad byggdes 1898 av C. A. Härngren. 1978 omdisponerades den av Smedmans orgelbyggeri AB.
| Manual (C-f3)      | Pedal (C-d1) | Koppel     |
| ------------------ | ------------ | ---------- |
| Borduna 16' B/D    | Bihängd      | Man/Ped    |
| Principal 8'       |              | Man 4'/Man |
| Rörflöjt 8'        |              |            |
| Salicional 8'      |              |            |
| Oktava 4'          |              |            |
| Flöjt octaviant 4' |              |            |
| Oktava 2'          |              |            |